# モハメド・アブトレイカ
モハメド・アブトレイカ（ムハンマド・アブートレイカ）（アラビア語: محمد أبو تريكة、Mohamed Aboutrika, 1978年11月7日 - ）は、エジプト出身の元プロサッカー選手（エジプト代表）。
プレイスタイルは「エジプトのジダン」と称される。2005年、2006年、2008年および2012年のFIFAクラブワールドカップで来日しており（2013年にモロッコで開催されたクラブワールドカップにも参加している）、日本のサッカーファンにおける知名度は高い。
2012年開催のロンドンオリンピックでは、オーバーエージ枠の選手として参加し、キャプテンとしてチームを引っ張り、エジプトが入ったC組でブラジルに次ぐ2位で準々決勝進出を決めた。グループリーグでは、2得点を決め期待通りの活躍を見せている。
2014年1月に現役を引退。
2015年1月、ムスリム同胞団に資金を援助した疑いで資産を凍結される。2017年1月、同胞団に資金を提供した疑いでエジプト政府よりテロリスト指定されたと報じられた。2024年5月18日、エジプト破毀院はムスリム同胞団との関係を理由に設けられた「テロリスト」リストへのモハメド・アバウトリカと1,500人以上の登録を取り消す。。

## 個人タイトル
- 2005-06 : エジプト・プレミアリーグ得点王
- 2006 : CAFチャンピオンズリーグ得点王
- 2006 : FIFAクラブワールドカップ2006得点王
- 2008 : BBCアフリカ年間最優秀サッカー選手賞